# Pseudogen
Een pseudogen is een gen dat gelijksoortige DNA-structuren bezit als normaal functionerende genen, maar het kan zijn erfelijke eigenschappen niet (meer) tot expressie brengen en is daardoor niet-functioneel. Oorzaken van het verlies van of gebrek aan functionaliteit kunnen liggen in het ontbreken van een stopcodon of transcriptie, of door een frameshiftmutatie. Pseudogenen worden vaak aangeduid als Junk-DNA, omdat er algemeen wordt aangenomen dat ze de laatste stap vormen van genetisch materiaal dat uit het genoom zal worden verwijderd.